# Хлорид вольфрама(II)
Хлорид вольфрама(II) — неорганическое соединение, соль металла вольфрама и соляной кислоты с формулой WCl2, 
серое аморфное вещество, 
реагирует с водой,
образует кристаллогидрат.

## Получение
- Восстановление водородом или висмутом хлорида вольфрама(VI):

{\displaystyle {\mathsf {2WCl_{6}+3H_{2}\ {\xrightarrow {T}}\ WCl_{2}+WCl_{4}+6HCl}}}
{\displaystyle {\mathsf {3WCl_{6}+4Bi\ {\xrightarrow {335^{o}C}}\ 3WCl_{2}+4BiCl_{3}}}}
- Разложение хлорида вольфрама(IV) при нагревании в инертной атмосфере:

{\displaystyle {\mathsf {3WCl_{4}\ {\xrightarrow {475^{o}C}}\ WCl_{2}+2WCl_{5}}}}

## Физические свойства
Хлорид вольфрама(II) образует серое аморфное вещество, неустойчив на воздухе, гигроскопичен, реагирует с водой.
Молекулы хлорида вольфрама гексамерны и имеют строение [W6Cl8]Cl4.
Известен кристаллогидрат состава [W6Cl8]Cl4•2H2O.

## Химические свойства
- Разлагается при нагревании в инертной атмосфере:

{\displaystyle {\mathsf {5WCl_{2}\ {\xrightarrow {627^{o}C}}\ 3W+2WCl_{5}}}}
- Реагирует с водой:

{\displaystyle {\mathsf {WCl_{2}+2H_{2}O\ {\xrightarrow {}}\ WO_{2}\downarrow +2HCl+H_{2}\uparrow }}}
- Реагирует с хлором при повышенной температуре:

{\displaystyle {\mathsf {2WCl_{2}+Cl_{2}\ {\xrightarrow {240^{o}C}}\ 2WCl_{3}}}}